# 문학연구회
문학연구회(文學硏究會)는 이른바 '5·4' 신문화운동의 조류에 실려 생긴 문학단체이다. 1920년 11월, 저우쭤런(周作人), 마오윈(茅盾), 예사오쥔(葉紹鈞) 등 12명이 서명한 선언(宣言)을 기초로 다수의 참가자를 얻어 다음해 1월 베이징에서 성립되었다.  마오윈이 편집하고 있던 상무인서관(商務印書館)의 <소설월보(小說月報)>를 기관지로 하여 내용을 신문학(新文學) 일색으로 고치고, 각지의 분회(分會)에서도 자주적으로 간행물을 발행하여 신문학 초기의 대세를 이끌었다. 특정한 주장 아래 결집된 운동체라기보다 직업단체 같은 부드러운 결합체에 지나지 않았으나 "문예를 기분 좋을 때의 놀이나, 실의(失意) 때의 여기라 생각하는 시대는 지났다"(＝선언)라는 공통적인 태도를 지녔으며 여기에는 신문학의 사활(死活)이 걸려 있었다. 그 점에 한해서의 동인(同人)의 결속은 단단했다고 할 수 있다.  '인생파(人生派)'라는 지칭도 다음의 창조사(創造社)와의 비교에서 생긴 것으로, 불확실하나 견실한 리얼리스트가 많았던 것은 사실이다. 신문학의 정착과 함께 동인의식은 흐려져 1932년 <소설월보>의 폐간에 의해서 자연 소멸되었다.